# Badrinath
Badrinath, ook wel Badrinathpuri genoemd, is een nagar panchayat (plaats) in het district Chamoli van de Indiase staat Uttarakhand. 

## Demografie
Volgens de Indiase volkstelling van 2001 wonen er 841 mensen in Badrinath, waarvan 65% mannelijk en 35% vrouwelijk is. De plaats heeft een alfabetiseringsgraad van 85%.

## Galerij

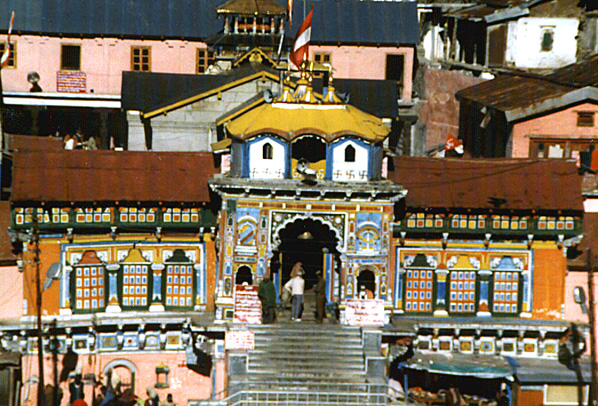
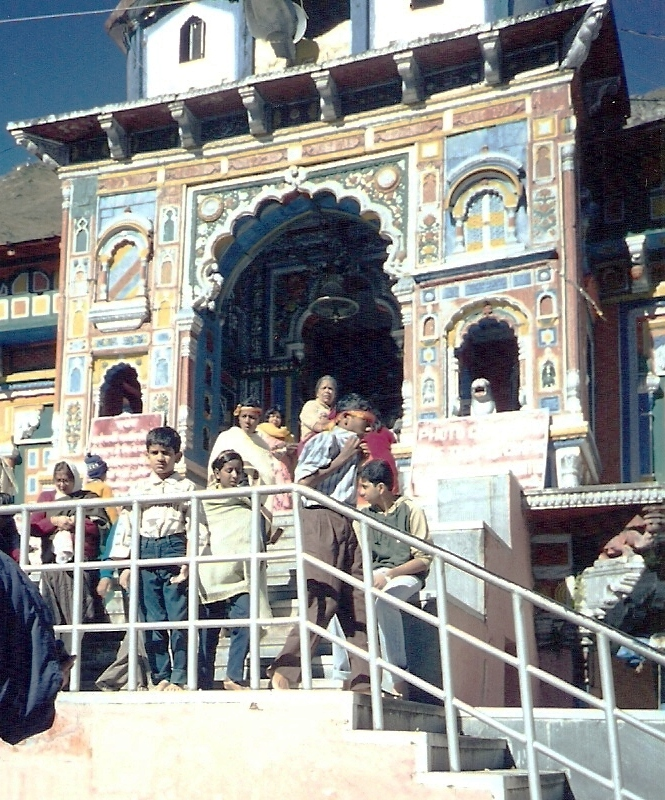
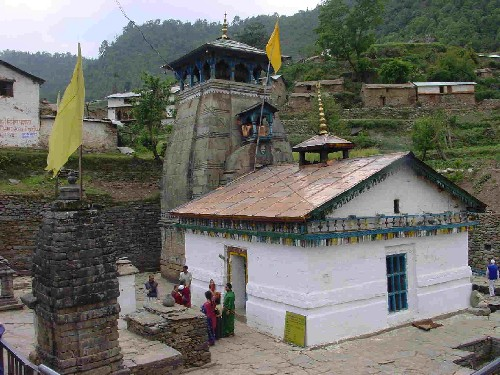
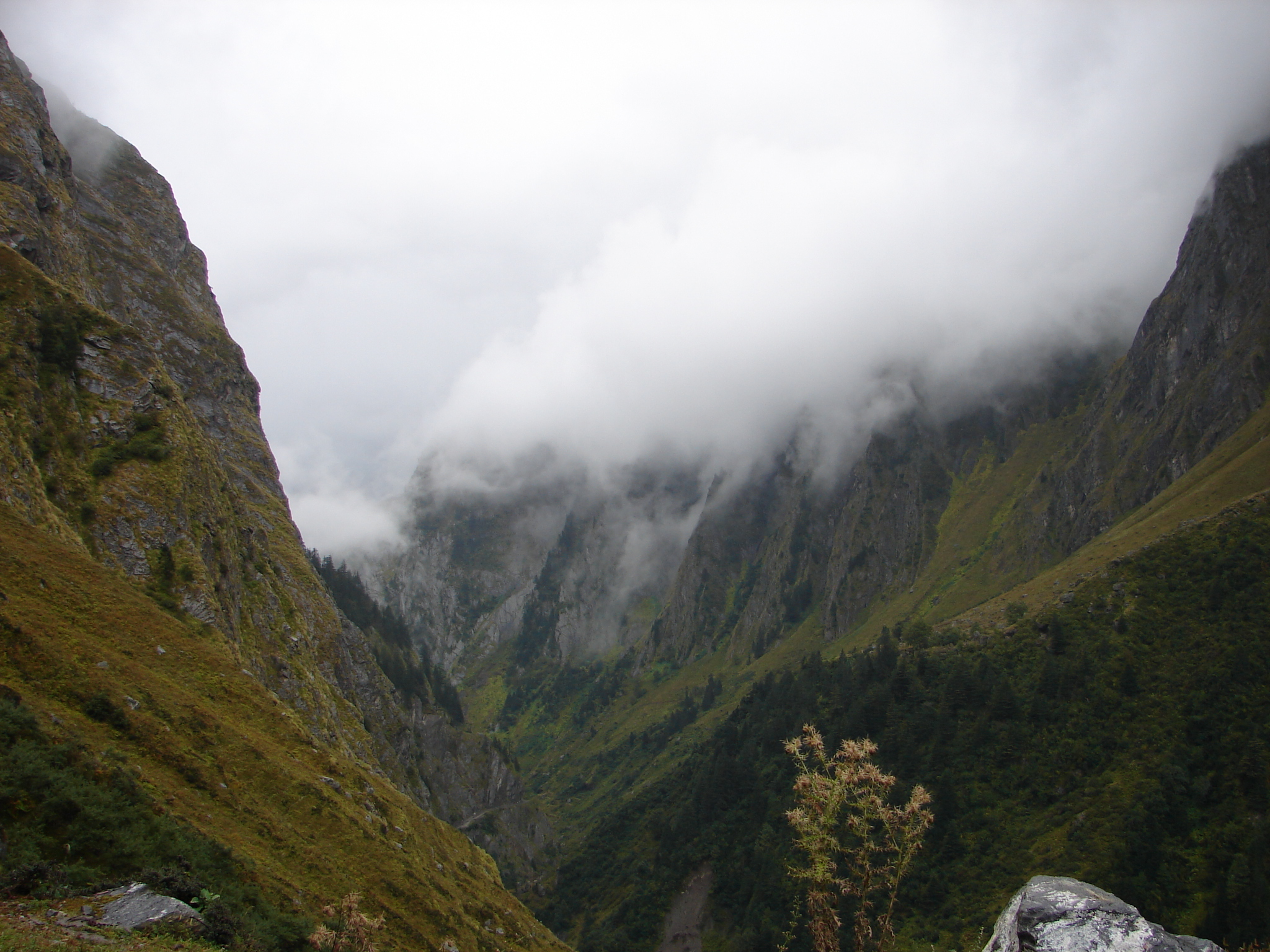
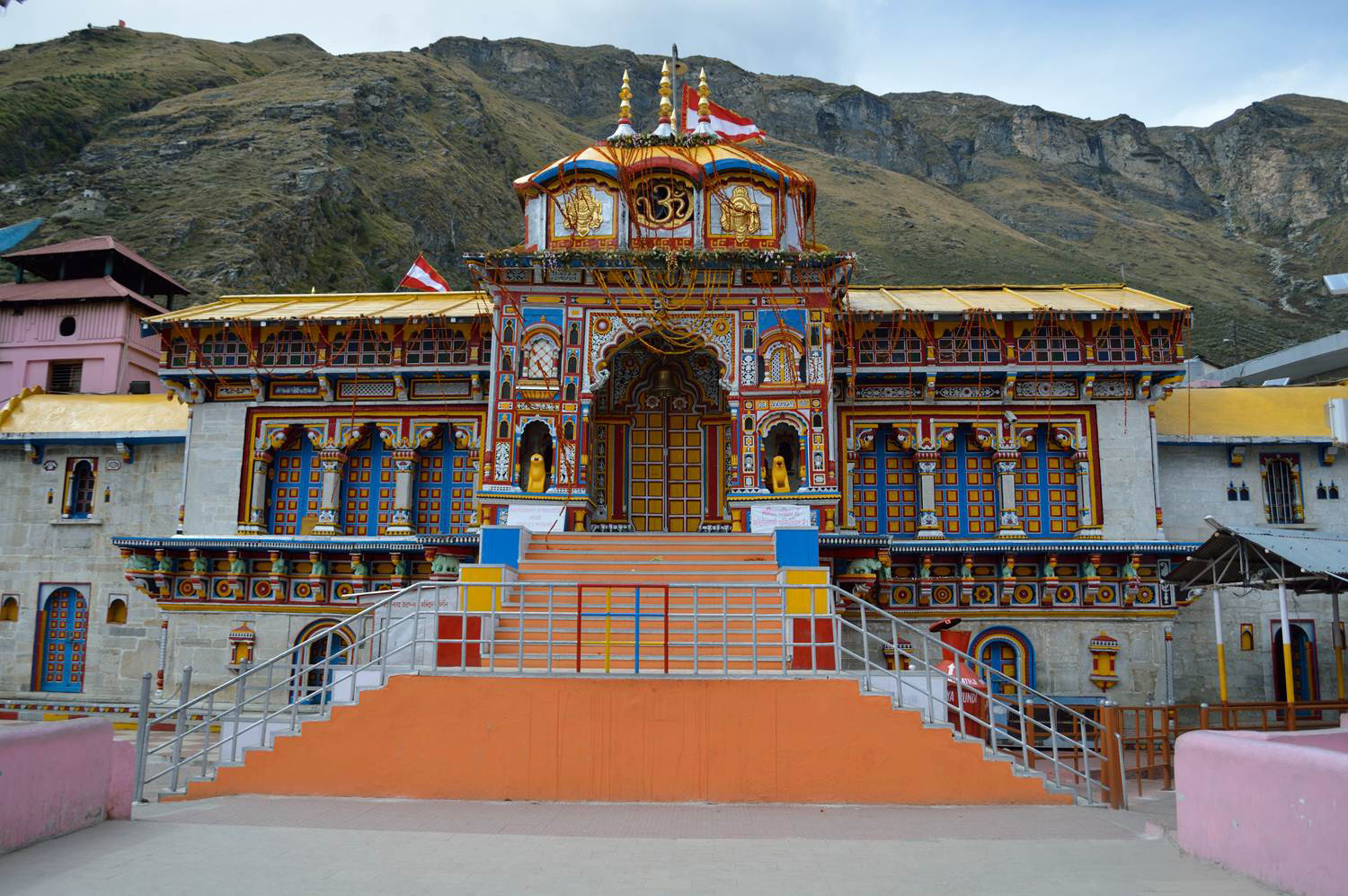
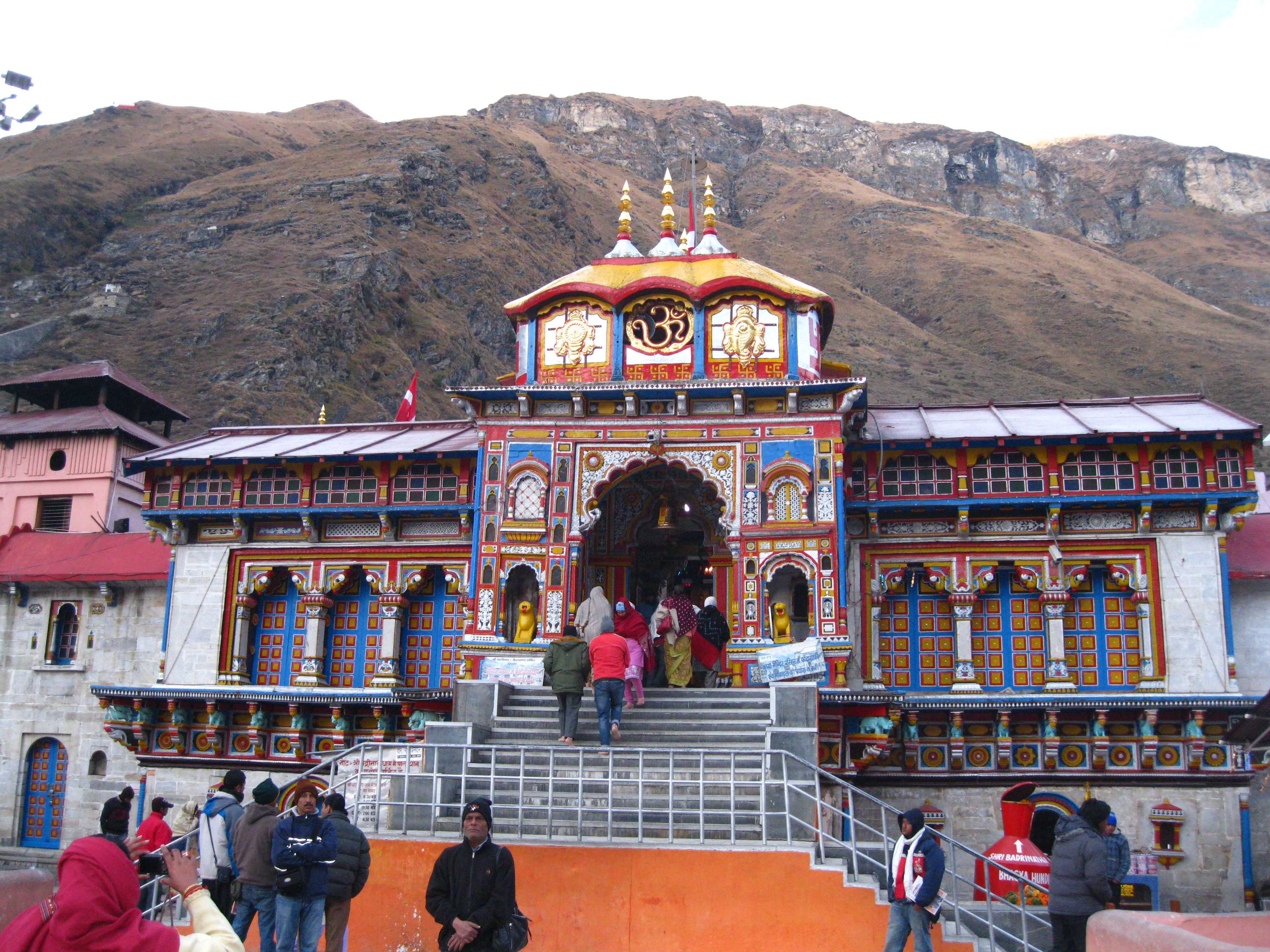
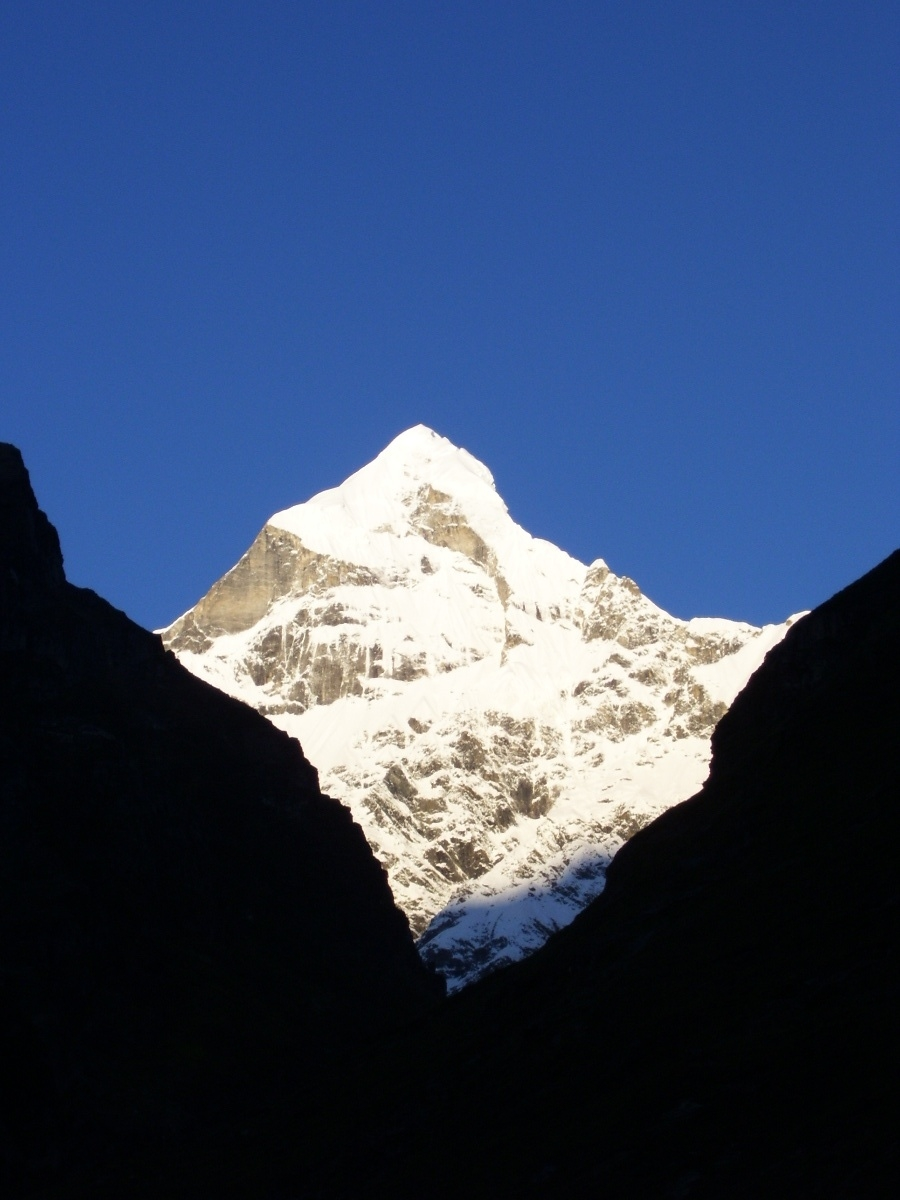
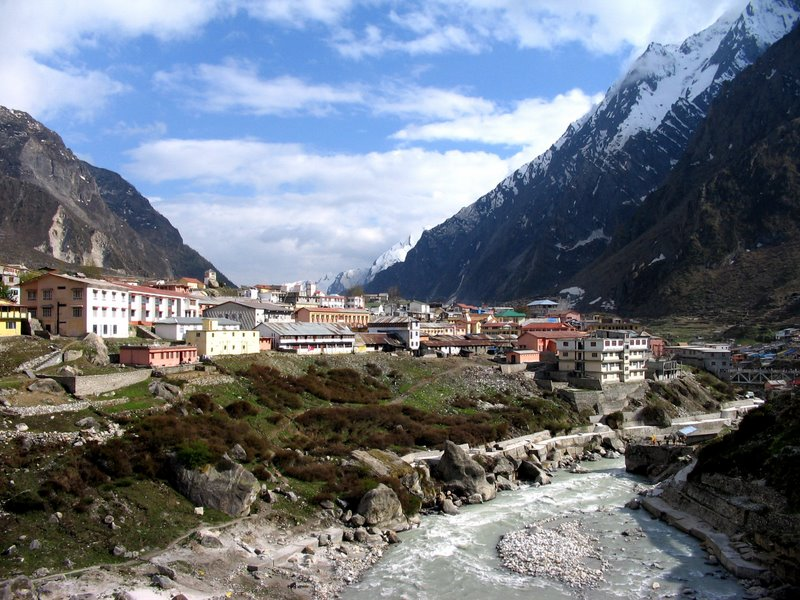
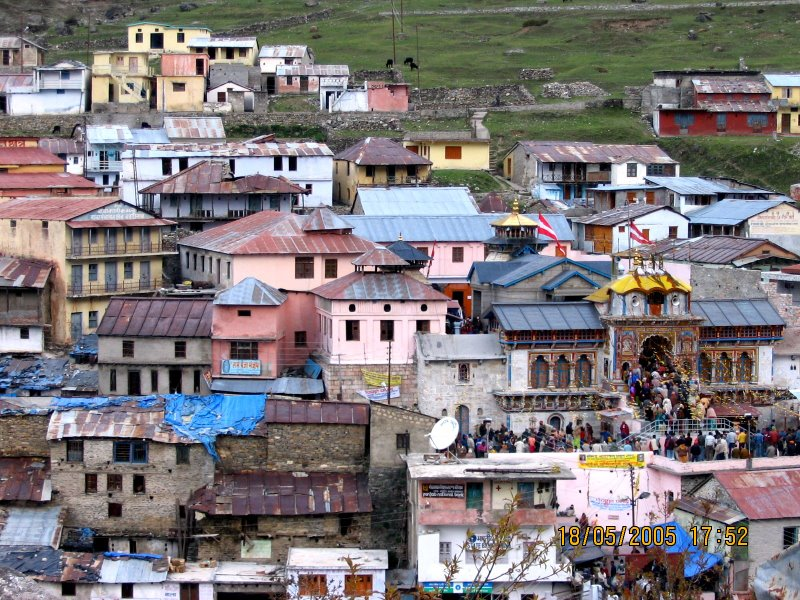
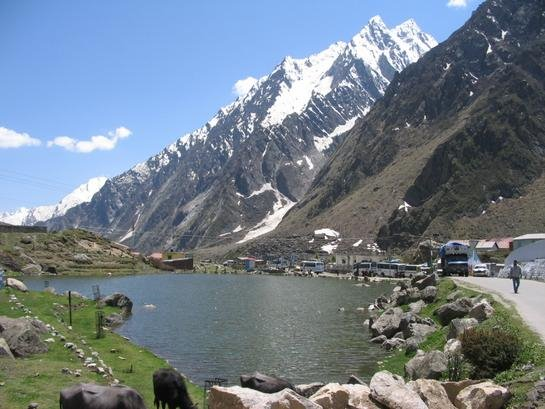